# Park Sang-hyun (golfer)
Park Sang-hyun (Koreaans: 박상현) (24 april 1983) is een professional golfer uit Zuid-Korea. Park werd in 2004 professional.
In 2016 en 2019 heeft Park het Japan Golf Tour gewonnen.